# Championnats du monde de cyclisme juniors
Les Championnats du monde de cyclisme juniors regroupaient les championnats du monde de cyclisme sur route et de cyclisme sur piste entre 2005 et 2009.
De 1975 à 2004 et depuis 2010, ils sont séparés et disputés séparément.